# 人にはそれぞれ事情がある
『人にはそれぞれ事情がある』（ひとにはそれぞれじじょうがある） は、日本のギタリスト、真島昌利の4枚目のソロ・アルバム。1994年10月21日発売。発売元はSony Records。

## 概要
『RAW LIFE』から2年ぶりの新作。
リリース直前までは「月のウサギ,太陽のカラス」というアルバムタイトルだった。
2014年10月1日に復刻盤が発売された。

## 収録曲
全作詞・作曲：真島昌利
全編曲：佐久間正英・真島昌利
1. 月のウサギ,太陽のカラス（4:59）[2]
2. 空席（5:08）[2]
3. アイスキャンディー（3:06）
4. ロマンス （5:54）[2]
5. 二人の夏の日（5:07）[2]
6. カーニバル（4:10）[2]
7. ジャングルの掟（3:30）[2]
8. カレーライスにゃかなわない（4:35）[2]
9. ミスター・スピード（2:29）[2]
10. 世界を笑う男（4:07）[2]
11. ドーパミン・ベイビー（5:23）[2]
12. 月のウサギ,太陽のカラスreprise （2:11）[2]